# George Pérez
George Pérez (New York, 9 giugno 1954 – Sanford, 6 maggio 2022) è stato un fumettista statunitense.
Pérez ha inevitabilmente legato il suo nome a storie evento o a serie molto amate dai lettori di fumetti. Il cartoonist statunitense ha infatti disegnato oltre 700 personaggi, tra supereroi e criminali, nel corso del mega cross-over Crisi sulle Terre infinite, su testi di Marv Wolfman.

## Biografia
Nasce nel Bronx (New York) il 9 giugno del 1954, figlio di Jorge Pérez e di Luz María Izquierdo, ambedue immigrati portoricani originari di Caguas. Iniziò a lavorare nel mondo dei fumetti all'inizio degli anni settanta, durante i quali ha rivolto la sua attenzione verso il fumetto underground, per poi passare sotto l'ala protettrice di Rick Buckler. Dopo queste prime esperienze avviene il suo passaggio alla Marvel Comics (1974). In capo ad un anno, dopo aver illustrato varie avventure in vari antologici della casa editrice (tra i suoi inchiostratori si ricorda John Byrne, che successivamente sviluppò un tratto che molto rimanda al maestro newyorkese), gli viene offerta la possibilità di illustrare Fantastici Quattro, Vendicatori e Inumani. Prese tutte e tre le serie sotto le sue cure, non solo risultò puntuale nella consegna dei numeri, ma soprattutto la qualità del suo tratto migliorava mese dopo mese: artista dal tratto molto preciso, Pérez aveva come punto di forza le espressioni facciali e la precisione nei dettagli e nel disegnare gli sfondi.
Passato alla DC Comics all'inizio degli anni ottanta, qui disegnò principalmente le avventure dei Titani, cui ha legato indissolubilmente il suo nome, nonché ha preso nelle sue mani il compito di ricreare il mito di Wonder Woman con una nuova serie che è ricominciata da 1 subito dopo la conclusione di Crisis. Il lavoro fatto sulla serie dedicata alla principessa amazzone è stato così importante da essere un punto di riferimento per tutti gli autori che gli sono succeduti, in particolare per Phil Jimenez, suo allievo nello stile narrativo e nel tratto delle matite.
Durante gli anni novanta, poi, si divide tra Marvel e DC realizzando le storie dei Vendicatori, su testi di Kurt Busiek, e le chine dei Titani, serie in quel periodo realizzata da Dan Jurgens. Quindi passa con un contratto di esclusiva alla CrossGen, che lo lascia, però, libero per potergli consentire di realizzare e le copertine di alcuni numeri speciali della JLA (che aveva già disegnato negli anni Ottanta) e la storia più attesa dagli appassionati del genere supereroico: quel Vendicatori/JLA atteso da oltre 20 anni e che ha visto la luce alla fine del 2003, disegnata proprio da Pérez, su testi di Kurt Busiek.
Il 19 gennaio 2019 ha annunciato il proprio ritiro come fumettista a causa di problemi di salute. Il 7 dicembre 2021 ha annunciato su Facebook di avere un cancro al pancreas in fase terminale. L'amica Constance Eza ha annunciato che Pérez è morto il 6 maggio 2022.